# ダスト8
『ダスト8』（ダストエイト）は、手塚治虫による日本の漫画作品。原題は『ダスト18』。

## 概要
『ダスト18』の表題で1972年2号(1972年1月9日号)から『週刊少年サンデー』（小学館）に連載されたが、人気が出ず同年21号で連載中止となった。作品は「生命の石」によって再び命を得た人々と、それを回収しようとする「キキモラ」という存在とのやり取りを描き、原題は18人分のエピソードを予定していたことに由来するが、打ち切りによって6人分しかエピソードを描くことができなかった。その後しばらく単行本化されなかったが、講談社により『手塚治虫漫画全集』が刊行された際に、2人分のエピソードを追加した上で全体に手直しを加え、タイトルも『ダスト8』と改題して同全集に収録した。この際の改稿は100ページ以上に及んでおり、結末も変更されている。手塚自身も手塚治虫漫画全集版「あとがき」で、連載時は「支離滅裂気味で、まったく不評だった」ため、全集収録に際しては内容の極端な変更はしないという原則を破って、大幅な改稿を行ったことを認めている。2018年にオリジナル版『ダスト18』の復刻版が立東舎より刊行された。
作品は最終的に生き延びた8人に1つずつエピソードが割り当てられ、各話のタイトルは順に「ダストx（xに数字）」となっている。それぞれのエピソード同士に関連性は殆どないため、一種のオムニバス形式とも取れる。
手塚マンガの人気に陰りが見えていた頃の作品であり、劇画調のマンガがもてはやされる中、それらの影響を受けたのか絵のタッチにバラツキが見られるなど、手塚の苦悩ぶりが作品自体にも現れている。
手塚自身は連載開始時には「おもしろさの中に、生命への賛歌をおりこみたい」と語っていた。しかし人気が振るわず連載は途中で終了してしまい後年に出された手塚治虫漫画全集版『アラバスター』の「あとがき」では、本作を「どんなに出版社から本にさせろとたのまれても、どうしても気がのらない作品」の一つとして挙げている。一方で、オリジナル版『ダスト18』の復刻版を企画した濱田高志は、「刊行後に改めて読み返したら、講談社の全集に収録される時に改変された『ダスト8』（『ダスト18』を単行本用に改編し、改題したもの）よりも断然面白いという反応が多く、結果、僕自身も手塚先生のことばを鵜呑みにしちゃいけないということに改めて気付かされました」と述べている。
2019年には、本作の舞台化作品『手塚治虫 生誕90周年記念 原作:手塚治虫「ダスト8」より舞台「悪魔と天使」』が上演された。主演は観月ありさ。

## あらすじ
福岡行きの旅客機が見知らぬ島に墜落した。ほとんどの乗客が命を落とす中、10人だけは生き延びるが、それは旅客機が墜落する直前に「生命の山」に接触し、その破片の力で再び命を得たためであった。生存者10人の内8人の大人は自力で泳いで島から脱出し、海上保安庁に救助される。一方残り2人は子供で意識が戻るのが遅く、目が覚めた時には8人は既に逃げ出した後だった。島を支配する黒い影（名前は設定されていない）は、逃げ遅れた少年ミサキ、少女さつきに生き残った10人は｢石｣のお陰で生きながらえていることを説明し2人には｢石｣を返すように求める。しかし、さつきが死にたくないと拒否したことから黒い影は他の8人から石を奪えば2人の命は助けるという提案を出す。さつきは喜んで引き受けようとするが、人殺しの真似をしたくないミサキは猛反対で2人は揉み合いとなる。そしてミサキはさつきに無理矢理石を捨てさせ、さつきは即死してしまう。それを見たミサキは驚きつつも一瞬考えた末に自らも石を投げ捨てて即死する。その後、黒い影は「生命の山」を護る「キキモラ」達に死んだミサキ、さつきの亡骸に憑依し、人間の子供の姿として行動し他の人間に気付かれないように8人の石を回収するよう命令する。人間の子供に憑依した2匹のキキモラは、元の生活に戻っていった残り8人の生存者の追跡を開始する。8人は自分たちが石の力で命を得ていることに直感的に気づき、ある者は石を守ろうとし、またある者は残された時間の中で生命を全うしようとする。

## 登場人物
登場人物の名前が記されていない場合があるため、登場話のタイトルを併記する。
キキモラ
旅客機が墜落した島に生息する、生物とも霊ともつかぬ存在。イタチのような外見をしており、死んだ人間の肉体に取り付くことが出来る。憑依後は生前の人間とは異なる性格となり外見も一部変化する。雑誌版では死んだ人間の肉体に取り付いた際、その人間の元の性格を受け継ぐことが出来たが単行本ではその設定が無くなっている。憑依時の元の人間の意識については明確に言及はされていないが雑誌版では「あの男の子が死にたがった」との記述が見られ、元の人間の意識について示唆があったが単行本では削除されている。肌の色についても雑誌版のカラーページでは人間と同じような色合いになっているが、単行本表紙では死人のような青白い色合いに変更された。また、雑誌版では、ウーというメスのキキモラが石を回収し、ムーというオスのキキモラがそれを妨害する役割を与えられているが、単行本ではそれらの名前は無くなって2匹は夫婦という設定となり、協力して石の回収にあたる。
ミサキ
生存者の1人である少年。墜落事故の後に目を覚ますも少女さつき以外の生存者は逃げ出した後であり、さつきと共に島に取り残されてしまった。その後「黒い影」が石のお陰で生存していることを伝え、石を返すように迫った。死ぬ運命なら仕方ないと石を返そうとしたが、さつきは反対し生き残りたいという訴えたことにより「黒い影」は生存者8人から石を取り戻したならば命を助けると取引を持ち掛けた。さつきは喜んで引き受けようとしたが、8人から石を奪うと彼らは死ぬことを知り、人殺しの真似はしたくなかったことからさつきに無理矢理石を捨てさせようとする。二人は揉み合いとなり、さつきに石を捨てさせ彼女を死なせた。さつきの死を確認した後、自らも石を捨てその場で倒れ命を落とす。その亡骸にオスのキキモラ（ムー）が取り付く。ミサキに取り付いたキキモラは、生活費を稼ぐため生存者に生き残る方法を吹き込んで報酬を得ようとする。雑誌版では、神田岬(かんだみさき)という姓名であったが単行本では苗字が削除され名前はカタカナに変更された。また、雑誌版では、キキモラが取り付いた際にミサキの性格をそのまま受け継いでいたが単行本ではその設定が無くなっている。一人称は人間時「ぼく」、キキモラ憑依後「おれ」。
さつき
生存者の1人である少女。墜落事故の後に飛行機の機体に挟まれ動けなかったところをミサキによって助け出された。ミサキと同様、他の生存者が逃げ出した後に目が覚めた為、島に取り残されてしまった。「黒い影」は二人に石を返すよう命じたが、死にたくないと訴えたことで「黒い影」は生存者8人から石を取り戻せば命は助けるという条件を出した。喜んで引き受けようとしたが人殺しの真似をさせたくなかったミサキにより石を返すことを強要され、2人は揉み合いとなり、ミサキに無理矢理石を捨てさせられてしまう。最後まで生への執着は強くミサキに抵抗していたが石を捨てさせられたことで断末魔の呟きと同時に倒れ命を落とす。その亡骸にメスのキキモラ（ウー）が取り付く。さつきに取り付いたキキモラは、石を返すよう生存者たちに容赦なく迫る。雑誌版では、音羽(おとわ)という苗字があったが単行本では削除された。また、雑誌版では、キキモラが取り付いた際にさつきの性格をそのまま受け継いでいたが単行本ではその設定が無くなっている。一人称は人間時、キキモラ憑依後共に「あたし」。
（ダスト No.1）
生存者の1人。サラリーマン。救助され空港に着いた矢先、メスのキキモラによって石を奪われ、命を落とす。
（ダスト No.2）
生存者の1人。実業家で、姑息な手段でキキモラたちから逃れようとする。雑誌版では（ダストNo.3）。
阿沙みどり（ダスト No.3）
生存者の1人。ディスクジョッキー。キキモラから1週間の猶予をもらい、Z国で死刑に科されている政治犯の命を救おうとする。雑誌版では（ダスト No.2）。
柏木（ダスト No.4）
生存者の1人。レーシングカーで崖を飛び越える競技をしている。事故を生き延びたことで剛胆さを得たが、オスのキキモラが警告に現れて以来、ふんばりが利かなくなってしまっている。雑誌版では（ダスト No.5）。
エリ子（ダスト No.5）
母が借金を残して亡くなり、金を貸していた居酒屋のおかみにタダ働きさせられている。オスのキキモラは、石の持ち主であった彼女の母親を捜してエリ子に出会うが、彼女が難病を患っていることを知り、彼女のために奮闘する。雑誌版では、エリ子の母は石の持ち主ではなく、エリ子は久留島博士（雑誌では田田田博士）の娘で、エリ子の母に捨てられた博士に会うために北海道までやってきたという設定になっている。ムーとのラブストーリーも回を跨いで展開される。また雑誌版では（ダスト No.4）に登場する。
（ダスト No.6）
生存者の1人。小さな航空会社でパイロットをしている日本人。小型機でアメリカ人の動物学者を乗せている最中、ガソリン漏れによりフィリピンのミンダナオ島に不時着し、そこで大戦中に日本兵に拾われた現地人に出会う。雑誌版では、パイロットにはタク、動物学者にはエミリーという名前があり、エミリーはタクの婚約者という設定となっている。生き残りの日本兵を探しにボルネオにやって来た2人は、終戦を知らずに潜伏しているタクの父親に出会う。
（ダスト No. 7）
生存者の1人である画家。作品が一向に評価されず、生活が行き詰まっているところにキキモラたちが現れる。画家は、石を差し出す代わりに、あの世に行く前に自分の絵が死後評価されているか知りたい、確かめたいと持ちかける。彼のエピソードは、単行本のために新たに描き下ろされたものである。
久留島博士（ダスト No.8）
生存者の1人でロボット研究の第一人者。彼は「生命の石」を砕いてロボットに与えている。雑誌板では田田田（たでんた）博士となっており、彼のエピソードは（ダスト No.4）の中に含まれている。

## 単行本
- 手塚治虫漫画全集MT91-92『ダスト8』（講談社）全2巻 1979年2月 - 1981年11月。ISBN 4-06-108691-X ISBN 4-06-108692-8
- 秋田文庫『ダスト8』（秋田書店）全1巻 1996年6月。ISBN 4-253-17230-X
- サンデーコミックス『ダスト8』（秋田書店）全2巻 1999年5月 - 6月。ISBN 4-253-06446-9 ISBN 4-253-06447-7
- 手塚治虫文庫全集BT-152『ダスト8』（講談社）全1巻 2011年9月。ISBN 978-4-06-373852-0
- 『ダスト18』（立東舎）全1巻 2018年7月。ISBN 978-4-8456-3249-7[9] - 連載時の内容の復刻版。

## 舞台
『悪魔と天使』のタイトルで、2019年1月19日から3月3日にかけて、KAAT神奈川芸術劇場（神奈川）、梅田芸術劇場（大阪）、御園座（名古屋）の三都市で上演。監修・脚本：佐藤幹夫、脚本・演出：モトイキシゲキ。主演：観月ありさ。
キャスト
- 精霊の悪魔キキモラ / 海江田沙月 - 観月ありさ ※二役
- 精霊の天使キキモラ / 岬慎吾 - 白石隼也
- 柏木守 - 野村宏伸
- 吉沢エリ子 - 黒川智花
- 小島忠 - 鍵本輝（Lead）・向山毅（SOLIDEMO）※Wキャスト
- 新山徹 - 木全寛幸（SOLIDEMO）・矢部昌暉（DISH//）　※Wキャスト
- 有坂瞳 - 中島早貴
- 黒田こらん
- 白木美貴子
- 咲良
- 脇坂春菜
- 成沢愛希
- 萩原悠
- 優志
- 石黒洋平
- 佐渡稔
- 梅垣義明
- 久保酎吉
- まいど豊
- 石井智也
- 大前田十蔵 - ぼんちおさむ
- 松澤一之
- 渋井新 - 佐藤B作
- 九條小百合 - 高島礼子
- 市原悦子（声の出演）

スタッフ
- 原作 - 手塚治虫
- 監修・脚本 - 佐藤幹夫
- 脚本・演出 - モトイキシゲキ
- 演出補 - 大江祥彦
- 音楽 - 鎌田雅人
- テーマ曲 - 河村隆一

- 主催：舞台「悪魔と天使」製作実行委員会（神奈川公演・大阪公演）、御園座（名古屋公演）
- 企画・製作：舞台「悪魔と天使」製作実行委員会
- 企画協力：手塚プロダクション